# Коричневогрудая мирмотера
Коричневогрудая мирмоте́ра (лат. Myrmothera simplex) — вид воробьиных птиц из семейства гралляриевых (Grallariidae). Обитают в Южной Америке.

## Описание
Ареал включает территорию Бразилии, Венесуэлы и Гайаны. Обитатели естественных субтропических и тропических влажных горных лесов на высотах от 600 до 2400 метров. Питаются насекомыми, главным образом, муравьями. Длина около 16 см. Верх каштаново-коричневый,  горло и средняя часть брюха белые.